# Horní Bousov
Horní Bousov je vesnice, součást města Dolní Bousov v okrese Mladá Boleslav. Nachází se zhruba 2,5 kilometru severně od Dolního Bousova a 4,5 kilometru západně od Sobotky, při silnici I/16 ze Sobotky do Mladé Boleslavi.

## Historie
Prvotní osídlení v oblasti Horního Bousova se rozkládalo víc na sever, kde posud lze nalézt střepy a dokonce i pazourky. Až počátkem středověku, snad aby se ochránili před nepříjemnými větry, postavili obyvatelé několik obydlí na dnešním místě. Roku 1323 je první zmínka v písemných materiálech a nemluví o pokojných zemědělcích, ale o loupeživém vladykovi Ctiboru z Búsovce, který se zúčastnil i dobývání hradu u Turnova. Název vsi vznikl z osobního jména Bohuš, zkráceně a lidově Bús. Analogicky lze mít za to, že ve 13. století Horní Bousov byl menší než Dolní a byl až do polovina 15. století nazýván zdrobněle Busovec. Patřil mezi 112 vsí, které měl ve vlastnictví hradišťský klášter. Před husitskými válkami nastává pomalý úpadek. Před jeho zničením a rozehnáním mnichů husity dne 30. dubna 1420 byl v klášteře vyšetřován Jan Hus. Po pádu kláštera největší počet vesnic uchvátil Jan Čapek ze Sán, který později smutně proslul v bitvě u Lipan. Zanedlouho však vládnou nad bousovskými poddanými kostečtí páni Zajícové z Hazmburka. Málokdo ví, že v této době pohusitské byli křižáci vzdáleni pouhých šest kilometrů od Bousova (spálili tvrz Kněžmost a Solec) a také, že vojsko krále Jiřího z Poděbrad obléhalo dvakrát hrad Kost. Po třicetileté válce patřila Kost a s ní Horní Bousov do Frýdlantského vévodství Albrechta z Valdštejna. Z 18. století pochází nejstarší zachovaná památka ve vsi, socha Jana Nepomuckého.
V roce 1932 byly v Horním Bousově evidovány tyto živnosti a obchody: obchodník s dobytkem, družstvo pro rozvod elektrické energie, dva hostince, dva koláři, dva kováři, krejčí, výroba lihovin, lom, dva mlýny, obuvník, dva rolníci, dva řezníci, tři obchody se smíšeným zbožím, výroba sodové vody, obchod se zvěřinou a drůbeží.

## Hornobousovský pivovar
V roce 1599 byl dvůr Horní Bousov a pivovar prodán Oldřichu Felixovi z Lobkovic za 1 900 kop grošů českých. Pivovar býval tam, kde se nachází kravín Klas, a dochovaly se z něj bývalé pivovarské sklepy.

## Pamětihodnosti
- Podstavec sochy svatého Isidora při silnici na Dobšín (kulturní památka)
- Socha svatého Jana Nepomuckého (kulturní památka)